# Circondario di Nicastro
Il circondario di Nicastro è uno dei circondari in cui era suddivisa la provincia di Catanzaro.

## Storia
Con l'Unità d'Italia (1861) la suddivisione in province e circondari stabilita dal Decreto Rattazzi fu estesa all'intera Penisola.
Il circondario di Nicastro fu abolito, come tutti i circondari italiani, nel 1927, nell'ambito della riorganizzazione della struttura statale voluta dal regime fascista. Tutti i comuni che lo componevano rimasero in provincia di Catanzaro.

## Suddivisione
Nel 1863, la composizione del circondario era la seguente:
- mandamento I di Cortale
  - Cortale; Iacurso
- mandamento II di Feroleto Antico
  - Feroleto Antico; Feroleto Piano
- mandamento III di Filadelfia
  - Filadelfia; Francavilla Angitola; Polia
- mandamento IV di Gimigliano
  - Cicala; Gimigliano; San Pietro Apostolo
- mandamento V di Maida
  - Curinga; Maida; San Pietro a Maida
- mandamento VI di Martirano
  - Conflenti Soprano; Martirano; Motta Santa Lucia
- mandamento VII di Nicastro
  - Nicastro
- mandamento VIII di Nocera Tirinese
  - Falerna; Nocera Tirinese; San Mango d'Aquino
- mandamento IX di Sambiase
  - Gizzeria; Platania; Sambiase
- mandamento X di Serrastretta
  - Carlopoli; Castagna; Decollatura; Serrastretta; Soveria di Mannelli